# Sydafrikas Grand Prix 1976
Sydafrikas Grand Prix 1976 var det andra av 16 lopp ingående i formel 1-VM 1976.  

## Resultat
1. Niki Lauda, Ferrari, 9 poäng
2. James Hunt, McLaren-Ford, 6
3. Jochen Mass, McLaren-Ford, 4
4. Jody Scheckter, Tyrrell-Ford, 3
5. John Watson, Penske-Ford, 2
6. Mario Andretti, Parnelli-Ford, 1
7. Tom Pryce, Shadow-Ford
8. Vittorio Brambilla, March-Ford
9. Patrick Depailler, Tyrrell-Ford
10. Bob Evans, Lotus-Ford
11. Brett Lunger, Surtees-Ford
12. Hans-Joachim Stuck, March-Ford
13. Michel Leclère, Williams (Wolf-Williams-Ford)
14. Chris Amon, Ensign-Ford
15. Harald Ertl, Hesketh-Ford
16. Jacky Ickx, Williams (Wolf-Williams-Ford)
17. Emerson Fittipaldi, Fittipaldi-Ford (varv 70, motor)

### Förare som bröt loppet
- Clay Regazzoni, Ferrari (varv 52, motor)
- Jacques Laffite, Ligier-Matra (49, motor)
- Jean-Pierre Jarier, Shadow-Ford (28, kylare)
- Carlos Pace, Brabham-Alfa Romeo (22, oljetryck)
- Gunnar Nilsson, Lotus-Ford (18, koppling)
- Carlos Reutemann, Brabham-Alfa Romeo (16, oljetryck)
- Ronnie Peterson, March-Ford (15, olycka)
- Ian Scheckter, Blignaut (Tyrrell-Ford) (0, olycka)